# Scrancia albiplaga
Scrancia albiplaga är en fjärilsart som beskrevs av M.Gaede 1928. Scrancia albiplaga ingår i släktet Scrancia och familjen tandspinnare. Inga underarter finns listade.